# Oostenrijks voetballer van het jaar

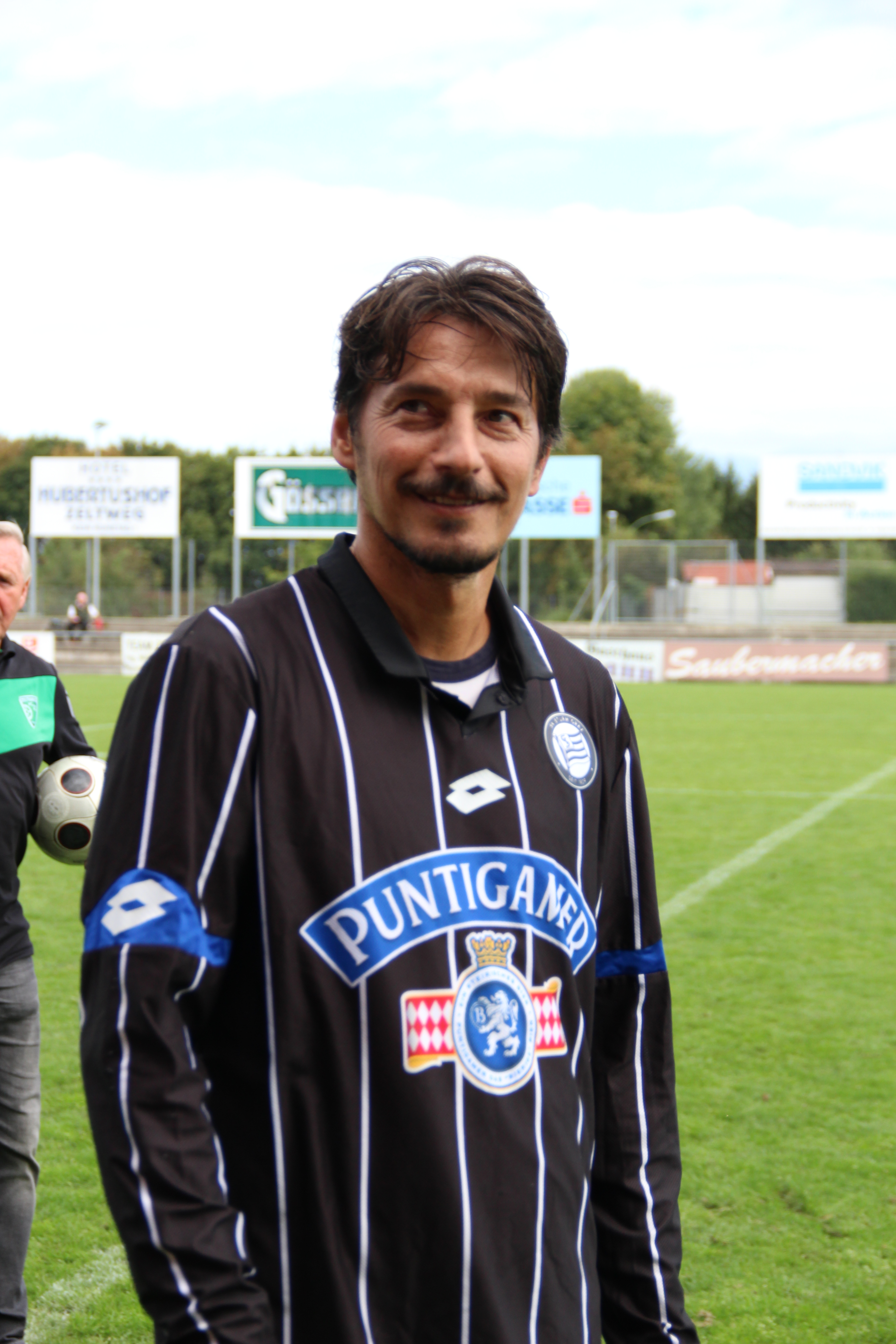
Ivica Vastić, 4 keer winnaar

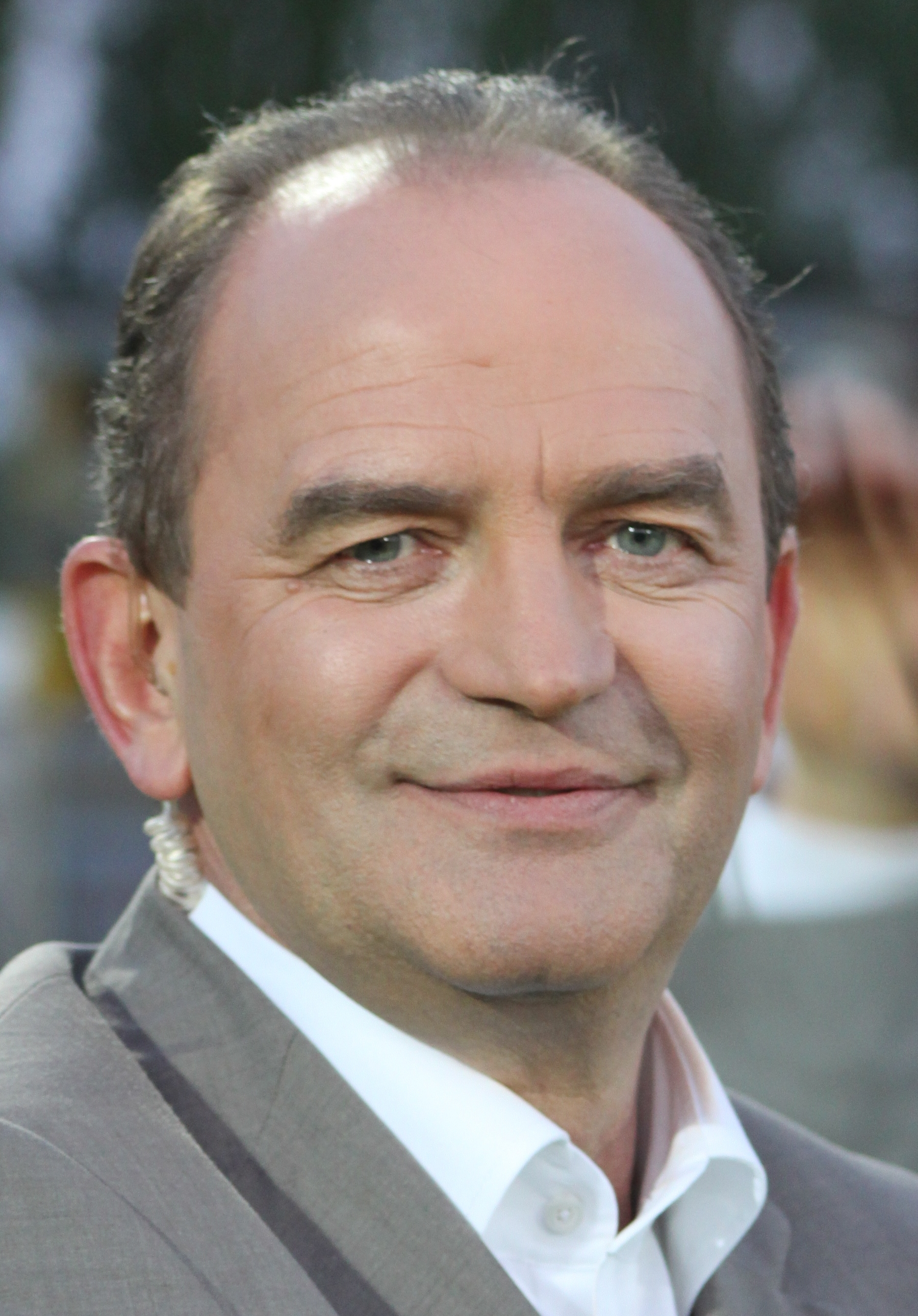
Herbert Prohaska, 3 keer winnaar

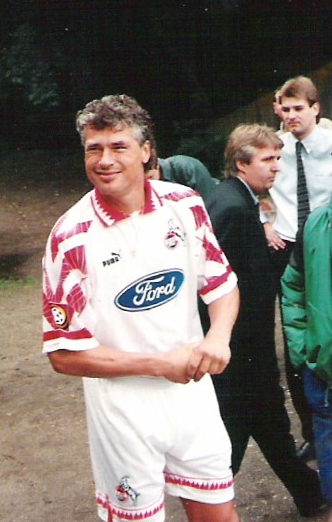
Toni Polster, 2 keer winnaar

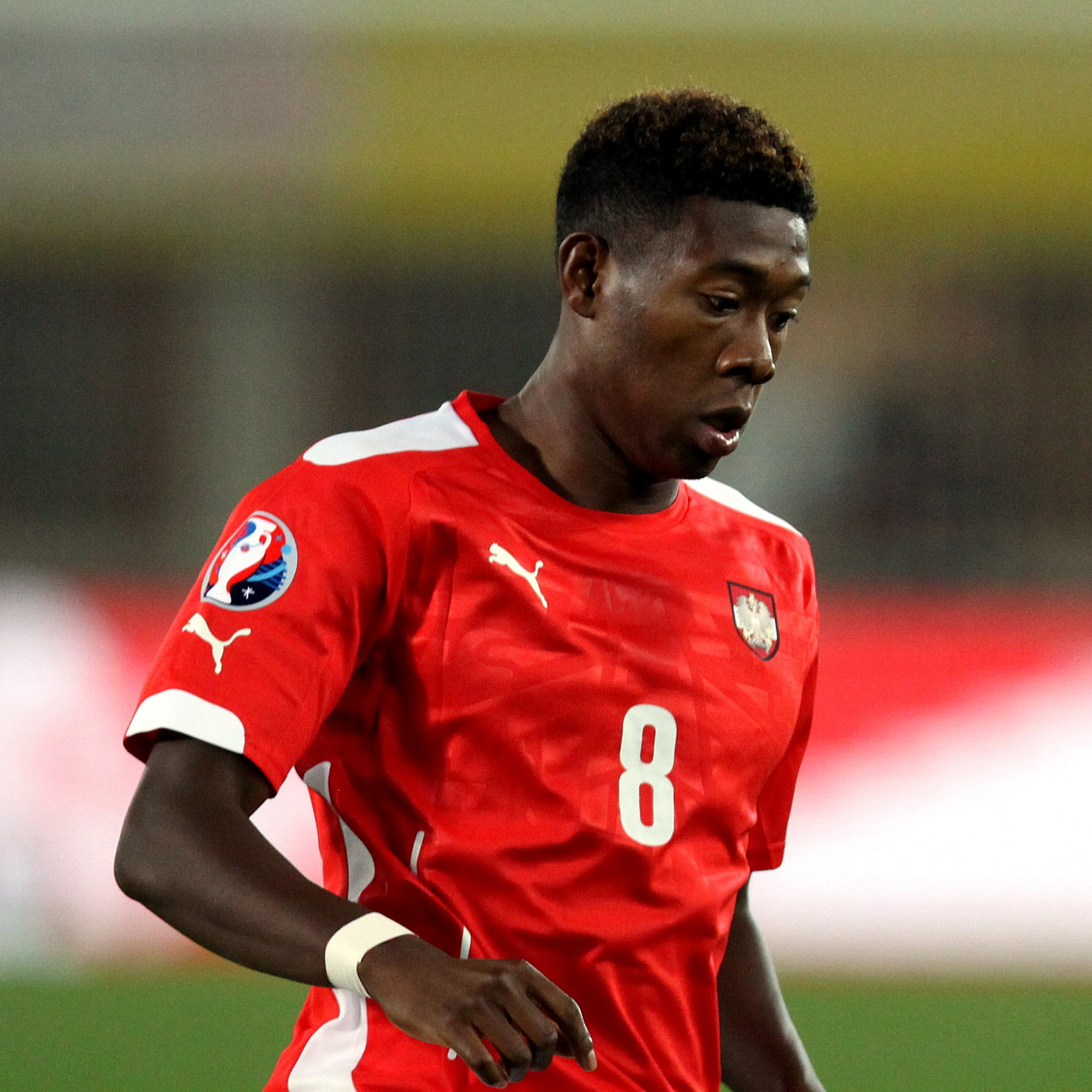
David Alaba, 10 keer winnaar

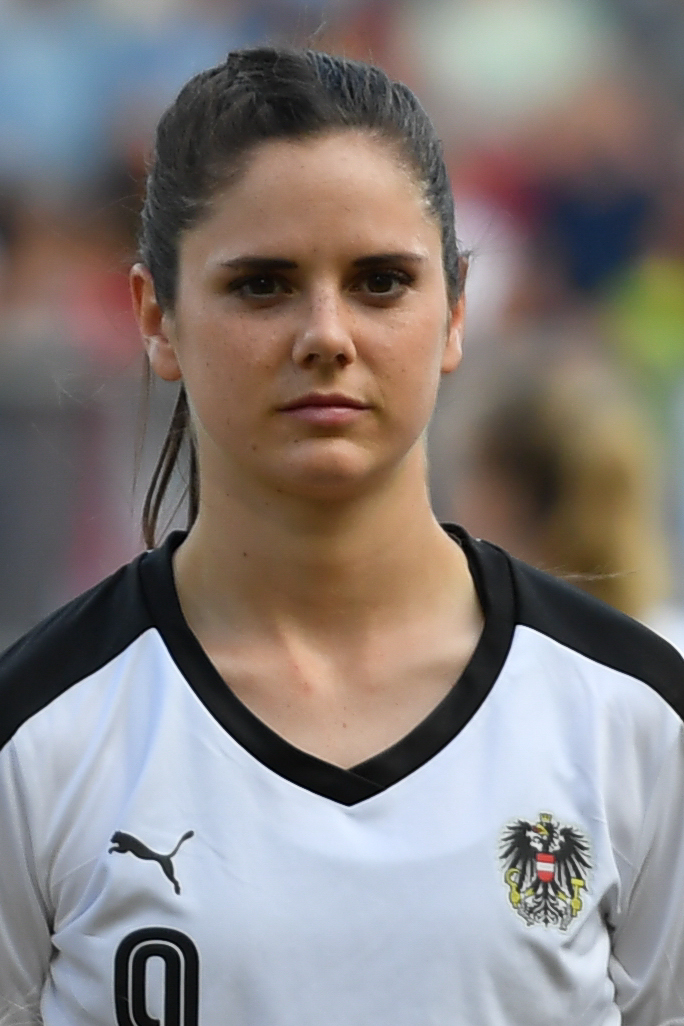
Sarah Zadrazil, 1e vrouwelijke winnaar

De titel Oostenrijks voetballer van het jaar (APA-Fußballerwahl) wordt elk jaar uitgereikt aan de beste voetballer het jaar. De winnaars worden verkozen door alle trainers uit de Oostenrijkse Bundesliga. De spelers die in aanmerking komen zijn alle spelers uit de Oostenrijkse Bundesliga en Oostenrijkse spelers die in het buitenland spelen. De verkiezing wordt sinds 1984 georganiseerd door het Oostenrijks persbureau. 

## Winnaars

### Mannen
| 1984 | Herbert Prohaska    | Austria Wien                     |
| 1985 | Herbert Prohaska    | Austria Wien                     |
| 1986 | Toni Polster        | Austria Wien                     |
| 1987 | Heribert Weber      | Rapid Wien                       |
| 1988 | Herbert Prohaska    | Austria Wien                     |
| 1989 | Gerhard Rodax       | Admira Wacker                    |
| 1990 | Andreas Ogris       | Austria Wien / Espanyol          |
| 1991 | Néstor Gorosito     | FC Tirol Innsbruck               |
| 1992 | Andreas Herzog      | Rapid Wien / Werder Bremen       |
| 1993 | Franz Wohlfahrt     | Austria Wien                     |
| 1994 | Heimo Pfeifenberger | Austria Salzburg                 |
| 1995 | Ivica Vastić        | Sturm Graz                       |
| 1996 | Michael Konsel      | Rapid Wien                       |
| 1997 | Toni Polster        | 1. FC Köln                       |
| 1998 | Ivica Vastić        | Sturm Graz                       |
| 1999 | Ivica Vastić        | Sturm Graz                       |
| 2000 | Radosław Gilewicz   | FC Tirol Innsbruck               |
| 2001 | Ronald Brunmayr     | Grazer AK                        |
| 2002 | Vladimír Janočko    | Austria Wien                     |
| 2003 | Andreas Ivanschitz  | Rapid Wien                       |
| 2004 | Steffen Hofmann     | Rapid Wien                       |
| 2005 | Mario Bazina        | Grazer AK                        |
| 2006 | Alexander Zickler   | Red Bull Salzburg                |
| 2007 | Ivica Vastić        | LASK Linz                        |
| 2008 | Marc Janko          | Red Bull Salzburg                |
| 2009 | Steffen Hofmann     | Rapid Wien                       |
| 2010 | Zlatko Junuzović    | Austria Wien                     |
| 2011 | David Alaba         | Bayern München / 1899 Hoffenheim |
| 2012 | David Alaba         | Bayern München                   |
| 2013 | David Alaba         | Bayern München                   |
| 2014 | David Alaba         | Bayern München                   |
| 2015 | David Alaba         | Bayern München                   |
| 2016 | David Alaba         | Bayern München                   |
| 2017 | Marcel Sabitzer     | RB Leipzig                       |
| 2018 | Marko Arnautović    | West Ham United                  |
| 2019 | Erling Braut Håland | Red Bull Salzburg                |
| 2020 | David Alaba         | Bayern München                   |
| 2021 | David Alaba         | Bayern München / Real Madrid     |
| 2022 | David Alaba         | Real Madrid                      |
| 2023 | David Alaba         | Real Madrid                      |

### Vrouwen
| 2018 | Sarah Zadrazil             | 1. FFC Turbine Potsdam |
| 2019 | Nicole Billa               | TSG 1899 Hoffenheim    |
| 2020 | Manuela Zinsberger         | Arsenal WFC            |
| 2021 | Nicole Billa               | TSG 1899 Hoffenheim    |
| 2022 | Julia Hickelsberger-Fuller | TSG 1899 Hoffenheim    |
| 2023 | Barbara Dunst              | Eintracht Frankfurt    |
| 2024 | Barbara Dunst              | Eintracht Frankfurt    |

Azerbeidzjan · België (HLN · PL) · Bosnië-Herzegovina · Bulgarije · Denemarken · Duitsland · Engeland (PFA · FWA) · Estland · Finland · Frankrijk (FF · UNFP) · Georgië · Gibraltar · Griekenland · Hongarije · Ierland · Israël · Italië · Kazachstan · Kosovo · Kroatië · Letland · Liechtenstein · Litouwen · Luxemburg · Malta · Moldavië · Nederland · Noord-Macedonië · Noorwegen · Oekraïne · Oostenrijk · Polen · Portugal (CNID · PGB) · Roemenië · Rusland ("Futbol" · "Sport-Express") · Schotland (SPFA · SFWA) · Servië · Slowakije · Sovjet-Unie · Spanje (TADS · PDB · LFP) · Tsjechië (ČMFS · KSN) · Wit-Rusland · Zweden · Zwitserland